# Pasquale Baffi
Pasquale Baffi (Pashkualli Bafa in albanese; Santa Sofia d'Epiro, 11 luglio 1749 – Napoli, 11 novembre 1799) è stato un grecista, bibliotecario e rivoluzionario italiano di origine arbëreshë.

## Biografia
Nato in una famiglia arbër, da Giovanni Andrea e Serafina Baffa (mutò il proprio cognome in Baffi, perché più corretta la traduzione dall'arbër) compì i suoi primi studi nel collegio greco-albanese di San Benedetto Ullano, dove fu ammesso da monsignor Archiopoli, e qui dimostrò le sue attitudini dello studio della lingua latina e greca, di quest'ultima conosceva tutte le pieghe dialettali, dell'antichità che successivamente insegnò presso la Scuola Militare Nunziatella.
NE
Nel 1769 conseguì la cattedra di lingua greca e latina nell'Università degli Studi di Salerno.  Nel 1786 fu nominato bibliotecario della Biblioteca Reale e nel 1787 divenne membro dell'Accademia Ercolanese anche in quella sede con funzioni di bibliotecario. Sposò Teresa Caldora da cui ebbe due figli, tra cui Gabriella, pittrice, autrice dell'unico ritratto che lo raffigura conservato in Napoli.
A seguito del matrimonio con Teresa Caldora, la cognata Apollonia Caldora così si felicitava di tali nozze: [...] È inesplicabile il contento che provo del matrimonio che avete già stretto colla cara mia sorella Teresa [...] io ben sapeva 'e doti che adornano la vostra persona, e perciò stimo assai fortunata mia sorella per questa sorte che ha ottenuta dal Cielo e voglio sperare che col suo virtuoso portamento sappia meritare la vostra affezione [...].
Infervorato dai nuovi ideali aderì alla Massoneria, i primi contatti risalgono alle frequentazioni del palazzo del Principe di San Severo già dal 1750; lo si trova nel piedilista della Loggia inglese La Renaissante del 1774 ed in quella napoletana La Victoire à l'Orient, frequentata dall'aristocrazia, nel 1784.
Implicato nella Repubblica Napoletana, alla caduta di questa venne arrestato e giustiziato a Napoli l'11 novembre 1799, finendo impiccato in piazza del mercato.

## Citazioni
(Alexandre Dumas padre, I Borboni di Napoli - Libro IV Cap. VIII)